# Smap Single Series
『Smap Single Series』（スマップ シングル シリーズ）は、2002年7月28日から同年11月3日の期間限定で発売されたSMAPのCD。

## 概要
- 2002年に行われた『SMAP '02 "Drink! Smap! Tour"』の各ライブ会場のみで販売されたCD。
- VOL.01～VOL.10まで全10枚販売され、過去のSMAP8cmシングルCDとカップリングが各6曲ずつ収録されている。

## 収録曲

### VOL.01
1. Can't Stop!! -LOVING-　作詞:森浩美 / 作曲:Jimmy Johnson / 編曲:船山基紀
2. SMAP MEDLEY
  1. SMAP　作詞:森浩美 / 作曲:長岡成貢 / 編曲:長岡成貢
  2. つれないよ　作詞:森浩美 / 作曲:筒美京平 / 編曲:船山基紀
  3. 踊り明かせば　作詞:森浩美 / 作曲:長岡成貢 / 編曲:長岡成貢
  4. SMAP No.5　作詞:森浩美 / 作曲:長岡成貢 / 編曲:長岡成貢
  5. BANG-BANG-BANG　作詞:森浩美 / 作曲:長岡成貢 / 編曲:長岡成貢
3. 正義の味方はあてにならない　作詞:小倉めぐみ / 作曲:馬飼野康二 / 編曲:新川博
4. KISS OF FIRE　作詞:森浩美 / 作曲:馬飼野康二 / 編曲:船山基紀
5. 心の鏡　作詞:福島優子 / 作曲:筒美京平 / 編曲:土方隆行
6. ZIGZAGバック・ストリート 作詞:森本抄夜子 / 作曲:羽田一郎 / 編曲:清水信之

### VOL.02
1. 負けるなBaby! 〜Never give up　作詞:相田毅 / 作曲:筒美京平 / 編曲:CHOKKAKU
2. BEST FRIEND　作詞:福島優子・森浩美 / 作曲:筒美京平 / 編曲:土方隆行
3. 笑顔のゲンキ　作詞:森浩美 / 作曲:馬飼野康二 / 編曲:船山基紀
4. ブラブラさせて　作詞:森浩美 / 作曲:馬飼野康二 / 編曲:船山基紀
5. 雪が降ってきた　作詞:森浩美 / 作曲:馬飼野康二 / 編曲:長岡成貢
6. 100万の言葉　作詞:森浩美 / 作曲:馬飼野康二 / 編曲:森村献

### VOL.03
1. ずっと忘れない　作詞:森浩美 / 作曲:馬飼野康二 / 編曲:長岡成貢
2. 君を微笑みにかえて　作詞:久和カノン / 作曲:田村信二 / 編曲:新川博
3. はじめての夏　作詞:森浩美 / 作曲:馬飼野康二 / 編曲:長岡成貢 / コーラスアレンジ:松下誠
4. これから海へ行こうよ　作詞:真名杏樹 / 作曲:多々納好夫 / 編曲:重実徹
5. 君は君だよ　作詞:小倉めぐみ / 作曲:谷本新 / 編曲:重実徹
6. どうしても君がいい　作詞:小倉めぐみ / 作曲:馬飼野康二 / 編曲:CHOKKAKU

### VOL.04
1. $10　作詞:林田健司・森浩美 / 作曲:林田健司 / 編曲:CHOKKAKU / CHORUS&GUITAR:林田健司
2. 話をしていたくて　作詞:小倉めぐみ / 作曲・編曲:長岡成貢 / コーラスアレンジ:松下誠
3. 君色思い　作詞･作曲:林田健司 / 編曲:CHOKKAKU
4. 忘れないでよ　作詞:小倉めぐみ / 作曲･編曲:CHOKKAKU
5. Hey Hey おおきに毎度あり　作詞:庄野賢一・えのきみちこ / 作曲・編曲:庄野賢一
6. 泣きたい気持ち　作詞:相田毅 / 作曲:太田美智彦 / 編曲:土方隆行

### VOL.05
1. オリジナル スマイル　作詞:森浩美 / 作曲:MARK DAVIS / 編曲:CHOKKAKU
2. Major　作詞:森浩美 / 作曲・編曲:庄野賢一
3. がんばりましょう　作詞:小倉めぐみ / 作曲・編曲:庄野賢一
4. 君と僕の6ヶ月　作詞:三井拓 / 作曲・編曲:馬飼野康二
5. たぶんオーライ　作詞:小倉めぐみ / 作曲:庄野賢一 / 編曲:岩田雅之
6. 僕の自転車の後ろに乗りなよ　作詞:相田毅 / 作曲:CHOKKAKU / 編曲:CHOKKAKU

### VOL.06
1. KANSHAして　作詞:戸沢暢美 / 作曲:林田健司 / 編曲:清水信之 / コーラスアレンジ:Candee
2. 仰げば尊し　作詞:不明 / 作曲:不明 / 編曲:TEDDY&MELVIN / コーラスアレンジ：岩田雅之
3. しようよ　作詞:森浩美 / 作曲:Jimmy Johnson / 編曲:CHOKKAKU
4. Let's go to 週末ヘヴン　作詞:戸沢暢美 / 作曲:岩田雅之 / 編曲:岩田雅之
5. どんないいこと　作詞:大倉浩平 / 作曲:庄野賢一 / 編曲:岩田雅之
6. 泣いてごらん　作詞:森浩美 / 作曲:ZAKI / 編曲:岩田雅之

### VOL.07
1. 俺たちに明日はある　作詞:相田毅 / 作曲・編曲:岩田雅之
2. この街で今も君は　作詞:相田毅 / 作曲:谷本新 / 編曲:CHOKKAKU / コーラスアレンジ:岩田雅之
3. 胸さわぎを頼むよ　作詞:戸沢暢美 / 作曲:寺田一郎 / 編曲:CHOKKAKU / コーラスアレンジ:岩田雅之
4. まったくもう　作詞:小倉めぐみ / 作曲:寺田一郎 / 編曲:CHOKKAKU / コーラスアレンジ:岩田雅之
5. はだかの王様 〜シブトクつよく〜　作詞:森浩美 / 作曲・編曲:庄野賢一 / コーラスアレンジ:岩田雅之
6. 急がば回れ　作詞:相田毅 / 作曲:野崎昌利 / 編曲:CHOKKAKU / コーラスアレンジ:岩田雅之

### VOL.08
1. 青いイナズマ　作詞:森浩美 / 作曲:林田健司 / 編曲:CHOKKAKU / コーラスアレンジ:佐々木久美 / コーラスwords:Candee Hayashida
2. 真夏の夜は振り向いてはダメなのさ　作詞:久保田洋司 / 作曲:谷本新 / 編曲:CHOKKAKU
3. SHAKE　作詞:森浩美 / 作曲:小森田実 / 編曲:CHOKKAKU
4. 黙って俺について来い　作詞:小倉めぐみ / 作曲:Jimmy Johnson / 編曲:長岡成貢 / コーラスアレンジ:松下誠
5. ダイナマイト　作詞:森浩美 / 作曲・編曲:小森田実
6. Fool On The Hill　作詞:相田毅 / 作曲:Face 2 fAKE / 編曲:CHOKKAKU

### VOL.09
1. セロリ　作詞・作曲:山崎まさよし / 編曲:清水信之
2. まぁいいか　作詞:森浩美 / 作曲:寺田一郎 / 編曲:CHOKKAKU
3. Peace!　作詞:飯塚麻純 / 作曲:Face 2 fAKE / 編曲:長岡成貢
4. ストレス　作詞:相田毅 / 作曲:谷本新 / 編曲:船山基紀
5. 夜空ノムコウ　作詞:スガシカオ / 作曲:川村結花 / 編曲:CHOKKAKU
6. リンゴジュース　作詞・作曲:スガシカオ / 編曲:CHOKKAKU

### VOL.10
1. たいせつ　作詞:戸沢暢美 / 作曲:小森田実 / 編曲:長岡成貢 / コーラスアレンジ:佐々木久美
2. 恋の形　作詞:久保田洋司 / 作曲:野崎昌利 / 編曲:Philippe Saisse / コーラスアレンジ:松下誠
3. 朝日を見に行こうよ　作詞･作曲:安田信二 / 編曲:CHOKKAKU
4. 見えないもの　作詞:相田毅 / 作曲:寺田一郎 / 編曲:岩田雅之
5. Fly　作詞:ゆかり美和 / 作曲:野戸久嗣 / 編曲:岡雄三 / ホーンアレンジ:村田陽一
6. End of time　作詞:坂田直子 / 作曲:西村一彦 / 編曲:飯星裕史